# Florian Bohnert
Florian Bohnert (* 9. November 1997 in Luxemburg) ist ein luxemburgischer Fußballnationalspieler und steht beim SC Bastia in Frankreich unter Vertrag.

## Karriere

### Verein
Bohnert begann in seiner luxemburgischen Heimat mit dem Fußballspielen. Sein erster Verein war der FC Avenir Beggen. Für diesen Verein war er bis 2011 aktiv. Es folgte der Wechsel zu RFC Union Luxemburg. Dort blieb er bis 2013. In dieser Zeit debütierte er auch für die luxemburgische U-17-Junioren-Nationalmannschaft. Im Juli 2013 schloss er sich der Jugendabteilung des deutschen Vereins 1. FC Saarbrücken an. Dort war er ein Jahr lang für die U-17-Auswahl aktiv. Im Sommer 2014 wurde er in die U-19 hochgezogen. Dort avancierte er sofort zum Stammspieler. Am 9. November 2014, am 10. Spieltag, schoss er sein erstes Liga-Tor für die U-19. Insgesamt standen am Ende der Saison zwei Liga-Tore für Bohnert zu Buche. In der folgenden Spielzeit wurde Bohnert zum Leistungsträger in der U-19 und schoss in 24 Spielen sieben Tore und steuerte drei Torvorlagen zu. Im DFB-Junioren-Pokal erzielte er in zwei Spielen ein Tor. Dort schied man gegen den späteren Sieger Hannover 96 aus. Zur Saison 2016/17 wechselte er zum FC Schalke 04, mit dessen zweiter Mannschaft er zuerst in der Regionalliga West und nach dem Abstieg 2017/18 in der Oberliga Westfalen spielte. Ab Sommer 2018 stand Bohnert beim FK Pirmasens in der viertklassigen Regionalliga Südwest unter Vertrag. Hier erzielte er in 31 Ligaspielen fünf Tore. Zur Saison 2019/20 wechselte Bohnert innerhalb der Regionalliga zur 2. Mannschaft des 1. FSV Mainz 05. Dort blieb er zwei Jahre und ging dann im Sommer 2021 zurück nach Luxemburg und schloss sich Progres Niederkorn in der BGL Ligue an. Am 1. Januar 2023 gab dann der französische Zweitligist SC Bastia die Verpflichtung Bohnerts mit einem Vertrag über zweieinhalb Jahre bekannt.

### Nationalmannschaft
Von 2012 bis 2017 spielte Bohnert insgesamt 19 Partien für diverse luxemburgische Jugendauswahlen. Sein Debüt für die A-Nationalmannschaft gab er am 31. Mai 2016 bei der 1:3-Niederlage gegen Nigeria.